# Campeonato Brasileiro Série C 2008

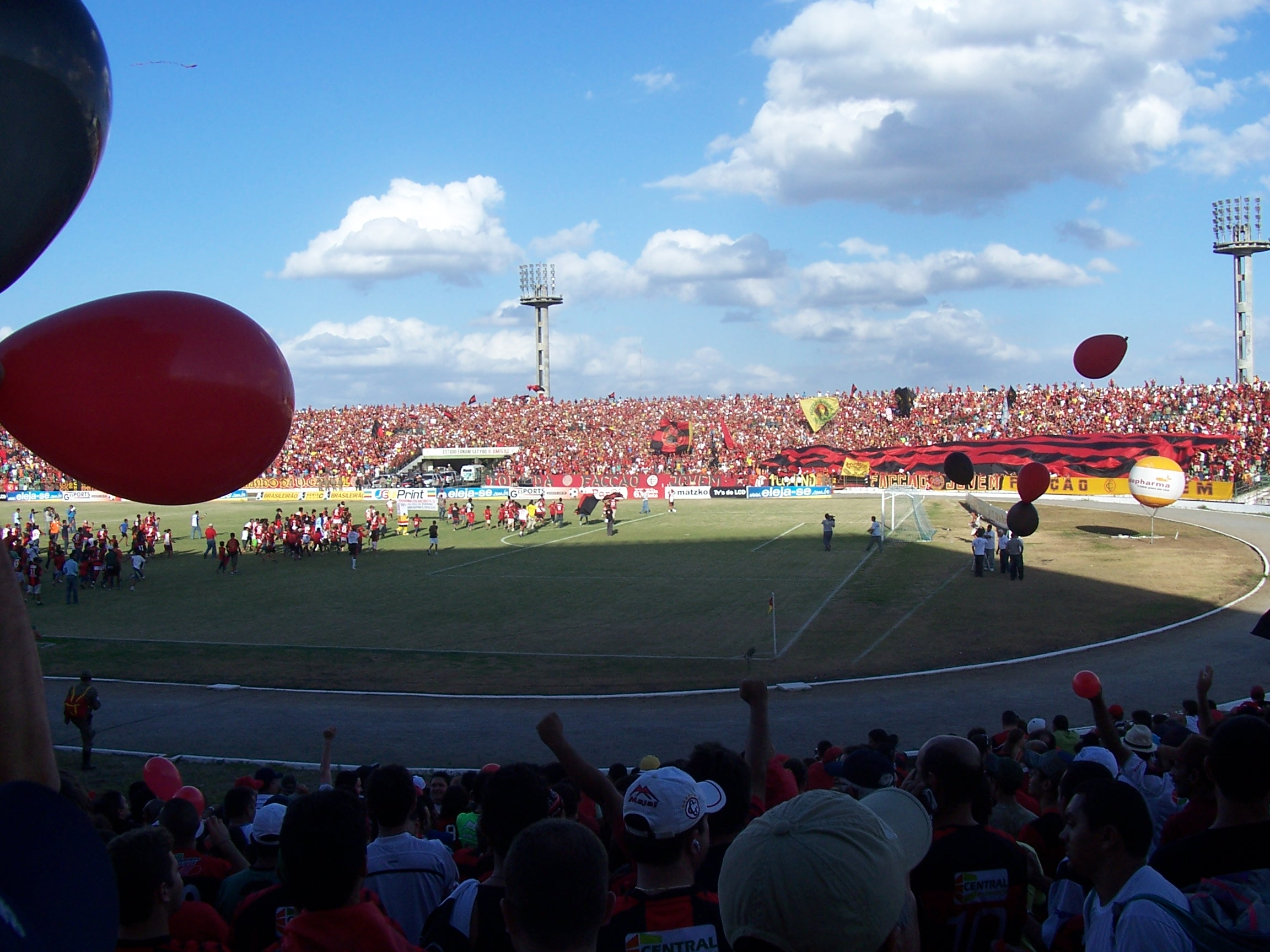
Campinense-Guaranì, 16 novembre 2008

Il Campeonato Brasileiro Série C 2008 è stata la diciannovesima edizione del Campeonato Brasileiro Série C e venne vinto dall'Atlético-GO. Oltre all'Atlético-GO ottennero la promozione in Série B anche Guarani, Campinense e Duque de Caxias.
Causa riduzione della categoria a sole 20 squadre (a questa edizione hanno partecipato ben 64 squadre) ben 44 società verranno retrocesse nella neo costituitasi Série D.

## Risultati

### Prima fase

#### Gruppo 1
| Squadra | Squadra    | P.ti | G | V | N | P | GF | GS | DR  |
| ------- | ---------- | ---- | - | - | - | - | -- | -- | --- |
| 1       | Rio Branco | 9    | 4 | 3 | 0 | 1 | 14 | 7  | 7   |
| 2       | Luverdense | 9    | 4 | 3 | 0 | 1 | 11 | 8  | 3   |
| 3       | Fast Clube | 0    | 4 | 0 | 0 | 4 | 2  | 12 | -10 |

|            | FST        | LUV | RBR |
| ---------- | ---------- | --- | --- |
| Fast Clube | —          | 1-2 | 1-4 |
| Luverdense | 3-0 (tav.) | —   | 4-2 |
| Rio Branco | 3-0        | 5-2 | —   |

#### Gruppo 2
| Squadra | Squadra   | P.ti | G | V | N | P | GF | GS | DR  |
| ------- | --------- | ---- | - | - | - | - | -- | -- | --- |
| 1       | Holanda   | 12   | 6 | 4 | 0 | 2 | 11 | 8  | 3   |
| 2       | Remo      | 11   | 6 | 3 | 2 | 1 | 12 | 5  | 7   |
| 3       | Cristal   | 8    | 6 | 2 | 2 | 2 | 5  | 5  | 0   |
| 4       | Progresso | 3    | 6 | 1 | 0 | 5 | 3  | 13 | -10 |

|           | CRI | HOL | REM | PRO |
| --------- | --- | --- | --- | --- |
| Cristal   | —   | 1-0 | 1-1 | 2-0 |
| Holanda   | 2-0 | —   | 4-3 | 3-1 |
| Remo      | 0-0 | 3-0 | —   | 4-0 |
| Progresso | 2-1 | 0-2 | 0-1 | —   |

#### Gruppo 3
| Squadra | Squadra         | P.ti | G | V | N | P | GF | GS | DR |
| ------- | --------------- | ---- | - | - | - | - | -- | -- | -- |
| 1       | Águia de Marabá | 10   | 6 | 3 | 1 | 2 | 13 | 10 | 3  |
| 2       | Paysandu        | 9    | 6 | 2 | 3 | 1 | 7  | 5  | 2  |
| 3       | Bacabal         | 8    | 6 | 2 | 2 | 2 | 8  | 7  | 1  |
| 4       | Palmas          | 6    | 6 | 2 | 0 | 4 | 6  | 12 | -6 |

|                 | AGU | BAC | PAL | PAY |
| --------------- | --- | --- | --- | --- |
| Águia de Marabá | —   | 2-3 | 4-2 | 1-1 |
| Bacabal         | 1-2 | —   | 3-1 | 1-1 |
| Palmas          | 0-3 | 1-0 | —   | 1-0 |
| Paysandu        | 3-1 | 0-0 | 2-1 | —   |

#### Gruppo 4
| Squadra | Squadra        | P.ti | G | V | N | P | GF | GS | DR |
| ------- | -------------- | ---- | - | - | - | - | -- | -- | -- |
| 1       | Picos          | 10   | 6 | 2 | 4 | 0 | 3  | 1  | 2  |
| 2       | Sampaio Corrêa | 9    | 6 | 2 | 3 | 1 | 6  | 4  | 2  |
| 3       | Barras         | 8    | 6 | 2 | 2 | 2 | 4  | 4  | 0  |
| 4       | Horizonte      | 4    | 6 | 1 | 1 | 4 | 5  | 9  | -4 |

|                | HOR | BAR | PIC | SCO |
| -------------- | --- | --- | --- | --- |
| Horizonte      | —   | 2-1 | 1-1 | 1-3 |
| Barras         | 1-0 | —   | 0-1 | 2-1 |
| Picos          | 1-0 | 0-0 | —   | 0-0 |
| Sampaio Corrêa | 2-1 | 0-0 | 0-0 | —   |

#### Gruppo 5
| Squadra | Squadra    | P.ti | G | V | N | P | GF | GS | DR |
| ------- | ---------- | ---- | - | - | - | - | -- | -- | -- |
| 1       | Campinense | 11   | 6 | 3 | 2 | 1 | 11 | 6  | 5  |
| 2       | Santa Cruz | 8    | 6 | 2 | 2 | 2 | 7  | 6  | 1  |
| 3       | Potiguar   | 7    | 6 | 2 | 1 | 3 | 9  | 10 | -1 |
| 4       | Central    | 6    | 6 | 1 | 3 | 2 | 1  | 6  | -5 |

|            | CAM | CEN | POT | SCR |
| ---------- | --- | --- | --- | --- |
| Campinense | —   | 0-1 | 6-2 | 2-1 |
| Central    | 0-0 | —   | 0-0 | 0-0 |
| Potiguar   | 1-2 | 3-0 | —   | 3-0 |
| Santa Cruz | 1-1 | 3-0 | 2-0 | —   |

#### Gruppo 6
| Squadra | Squadra    | P.ti | G | V | N | P | GF | GS | DR |
| ------- | ---------- | ---- | - | - | - | - | -- | -- | -- |
| 1       | Salgueiro  | 12   | 6 | 3 | 3 | 0 | 10 | 5  | 5  |
| 2       | Icasa      | 11   | 6 | 3 | 2 | 1 | 7  | 4  | 3  |
| 3       | Santa Cruz | 7    | 6 | 2 | 1 | 3 | 5  | 8  | -3 |
| 4       | Treze      | 2    | 6 | 0 | 2 | 4 | 3  | 8  | -5 |

|            | ICA | SAL | SCZ | TRZ |
| ---------- | --- | --- | --- | --- |
| Icasa      | —   | 1-1 | 0-1 | 2-0 |
| Salgueiro  | 2-2 | —   | 3-1 | 1-0 |
| Santa Cruz | 0-1 | 0-2 | —   | 1-0 |
| Treze      | 0-1 | 1-1 | 2-2 | —   |

#### Gruppo 7
| Squadra | Squadra                | P.ti | G | V | N | P | GF | GS | DR |
| ------- | ---------------------- | ---- | - | - | - | - | -- | -- | -- |
| 1       | ASA                    | 13   | 6 | 4 | 1 | 1 | 14 | 6  | 8  |
| 2       | Confiança              | 12   | 6 | 4 | 0 | 2 | 12 | 10 | 2  |
| 3       | Atlético de Alagoinhas | 7    | 6 | 2 | 1 | 3 | 6  | 8  | -2 |
| 4       | Petrolina              | 3    | 6 | 1 | 0 | 5 | 6  | 14 | -8 |

|                        | ATL | ASA | CON | PET |
| ---------------------- | --- | --- | --- | --- |
| Atlético de Alagoinhas | —   | 0-0 | 2-1 | 4-2 |
| ASA                    | 2-0 | —   | 6-0 | 1-0 |
| Confiança              | 2-0 | 4-1 | —   | 3-0 |
| Petrolina              | 1-0 | 2-4 | 1-2 | —   |

#### Gruppo 8
| Squadra | Squadra              | P.ti | G | V | N | P | GF | GS | DR |
| ------- | -------------------- | ---- | - | - | - | - | -- | -- | -- |
| 1       | Vitória da Conquista | 13   | 6 | 4 | 1 | 1 | 12 | 7  | 5  |
| 2       | Itabuna              | 9    | 6 | 3 | 0 | 3 | 8  | 7  | 1  |
| 3       | Sergipe*             | 4    | 6 | 3 | 1 | 2 | 9  | 9  | 0  |
| 4       | CSA                  | 3    | 6 | 1 | 0 | 5 | 4  | 10 | -6 |

|                      | CSA | ITA | SER | VCQ |
| -------------------- | --- | --- | --- | --- |
| CSA                  | —   | 1-0 | 1-2 | 1-3 |
| Itabuna              | 2-1 | —   | 2-1 | 2-0 |
| Sergipe              | 1-0 | 2-1 | —   | 2-2 |
| Vitória da Conquista | 2-0 | 2-1 | 3-1 | —   |

(*) Sergipe penalizzato di 6 punti per aver schierato in campo un giocatore non in regola.

#### Gruppo 9
| Squadra | Squadra             | P.ti | G | V | N | P | GF | GS | DR  |
| ------- | ------------------- | ---- | - | - | - | - | -- | -- | --- |
| 1       | Atlético Goianiense | 14   | 6 | 4 | 2 | 0 | 15 | 5  | 10  |
| 2       | Mixto               | 9    | 6 | 2 | 3 | 1 | 11 | 8  | 3   |
| 3       | Operário            | 7    | 6 | 1 | 4 | 1 | 3  | 5  | -2  |
| 4       | Águia Negra         | 1    | 6 | 0 | 1 | 5 | 4  | 15 | -11 |

|                     | AGN | AGO | MIX | OPE |
| ------------------- | --- | --- | --- | --- |
| Águia Negra         | —   | 1-5 | 0-3 | 1-1 |
| Atlético Goianiense | 2-0 | —   | 3-2 | 3-0 |
| Mixto               | 3-2 | 2-2 | —   | 1-1 |
| Operário            | 1-0 | 0-0 | 0-0 | —   |

#### Gruppo 10
| Squadra | Squadra      | P.ti | G | V | N | P | GF | GS | DR |
| ------- | ------------ | ---- | - | - | - | - | -- | -- | -- |
| 1       | Dom Pedro II | 9    | 6 | 2 | 3 | 1 | 8  | 7  | 1  |
| 2       | Itumbiara    | 8    | 6 | 2 | 2 | 2 | 6  | 4  | 2  |
| 3       | Anápolis     | 8    | 6 | 2 | 2 | 2 | 7  | 11 | -4 |
| 4       | Legião       | 7    | 6 | 2 | 1 | 3 | 11 | 10 | 1  |

|              | ANA | DPE | ITU | LEG |
| ------------ | --- | --- | --- | --- |
| Anápolis     | —   | 2-2 | 1-0 | 2-0 |
| Dom Pedro II | 1-1 | —   | 0-0 | 2-1 |
| Itumbiara    | 3-0 | 0-1 | —   | 2-1 |
| Legião       | 5-1 | 4-2 | 1-1 | —   |

#### Gruppo 11
| Squadra | Squadra         | P.ti | G | V | N | P | GF | GS | DR |
| ------- | --------------- | ---- | - | - | - | - | -- | -- | -- |
| 1       | América         | 11   | 6 | 3 | 2 | 1 | 7  | 3  | 4  |
| 2       | Duque de Caxias | 8    | 6 | 2 | 2 | 2 | 8  | 8  | 0  |
| 3       | Paulista        | 8    | 6 | 2 | 2 | 2 | 6  | 6  | 0  |
| 4       | Serra           | 6    | 6 | 2 | 0 | 4 | 7  | 11 | -4 |

|                 | AME | DCA | PTA | SER |
| --------------- | --- | --- | --- | --- |
| América         | —   | 2-0 | 1-0 | 2-0 |
| Duque de Caxias | 2-2 | —   | 2-1 | 4-1 |
| Paulista        | 0-0 | 0-0 | —   | 3-2 |
| Serra           | 1-0 | 2-0 | 1-2 | —   |

#### Gruppo 12
| Squadra | Squadra       | P.ti | G | V | N | P | GF | GS | DR  |
| ------- | ------------- | ---- | - | - | - | - | -- | -- | --- |
| 1       | Guaratinguetá | 13   | 6 | 4 | 1 | 1 | 7  | 3  | 4   |
| 2       | Boavista      | 10   | 6 | 3 | 1 | 2 | 13 | 4  | 9   |
| 3       | Macaé         | 9    | 6 | 2 | 3 | 1 | 6  | 4  | 2   |
| 4       | Linhares      | 1    | 6 | 0 | 1 | 5 | 3  | 18 | -15 |

|               | BOA | GUA | MAC | LIN |
| ------------- | --- | --- | --- | --- |
| Boavista      | —   | 1-3 | 2-0 | 6-0 |
| Guaratinguetá | 1-0 | —   | 0-1 | 2-1 |
| Macaé         | 0-0 | 0-0 | —   | 3-0 |
| Linhares      | 0-4 | 0-1 | 2-2 | —   |

#### Gruppo 13
| Squadra | Squadra   | P.ti | G | V | N | P | GF | GS | DR |
| ------- | --------- | ---- | - | - | - | - | -- | -- | -- |
| 1       | Ituiutaba | 14   | 6 | 4 | 2 | 0 | 8  | 3  | 5  |
| 2       | Noroeste  | 8    | 6 | 2 | 2 | 2 | 8  | 6  | 2  |
| 3       | Tupi      | 7    | 6 | 2 | 1 | 3 | 6  | 9  | -3 |
| 4       | Mirassol  | 4    | 6 | 1 | 1 | 4 | 7  | 11 | -4 |

|           | ITU | MIR | NOR | TUP |
| --------- | --- | --- | --- | --- |
| Ituiutaba | —   | 2-1 | 4-1 | 1-0 |
| Mirassol  | 0-2 | —   | 2-2 | 3-1 |
| Noroeste  | 1-1 | 2-0 | —   | 2-0 |
| Tupi      | 1-1 | 2-1 | 2-1 | —   |

#### Gruppo 14
| Squadra | Squadra   | P.ti | G | V | N | P | GF | GS | DR |
| ------- | --------- | ---- | - | - | - | - | -- | -- | -- |
| 1       | Ituano    | 10   | 6 | 3 | 1 | 2 | 10 | 8  | 2  |
| 2       | Guarani   | 10   | 6 | 3 | 1 | 2 | 5  | 4  | 1  |
| 3       | Madureira | 7    | 6 | 2 | 1 | 3 | 8  | 9  | -1 |
| 4       | Linense   | 7    | 6 | 2 | 1 | 3 | 5  | 7  | -2 |

|           | GUA | ITU | LIN | MAD |
| --------- | --- | --- | --- | --- |
| Guarani   | —   | 1-0 | 0-1 | 0-0 |
| Ituano    | 1-2 | —   | 3-2 | 4-2 |
| Linense   | 0-1 | 0-0 | —   | 1-0 |
| Madureira | 2-1 | 1-2 | 3-1 | —   |

#### Gruppo 15
| Squadra | Squadra            | P.ti | G | V | N | P | GF | GS | DR |
| ------- | ------------------ | ---- | - | - | - | - | -- | -- | -- |
| 1       | Toledo             | 9    | 6 | 2 | 3 | 1 | 8  | 6  | 2  |
| 2       | Marcílio Dias      | 9    | 6 | 2 | 3 | 1 | 6  | 4  | 2  |
| 3       | Internacional (SM) | 8    | 6 | 2 | 2 | 2 | 7  | 5  | 2  |
| 4       | Engenheiro Beltrão | 6    | 6 | 2 | 0 | 4 | 3  | 9  | -6 |

|                    | INT | MCD  | ENB  | TOL |
| ------------------ | --- | ---- | ---- | --- |
| Internacional (SM) | —   | 1-0  | 3-0* | 1-1 |
| Marcílio Dias      | 1-1 | —    | 2-0  | 1-1 |
| Engenheiro Beltrão | 1-0 | 0-1  | —    | 2-1 |
| Toledo             | 2-1 | 1-1* | 2-0  | —   |

(*) - Partite rigiocate dopo decisione del giudice sportivo in quanto i giocatori del Toledo e Marcílio Dias vennero accusati di "fare biscotto" pareggiando apposta 0-0 all'ultima giornata.

#### Gruppo 16
| Squadra | Squadra       | P.ti | G | V | N | P | GF | GS | DR |
| ------- | ------------- | ---- | - | - | - | - | -- | -- | -- |
| 1       | Brasil        | 11   | 6 | 3 | 2 | 1 | 4  | 4  | 0  |
| 2       | Caxias        | 8    | 6 | 2 | 2 | 2 | 8  | 4  | 4  |
| 3       | J. Malucelli  | 7    | 6 | 1 | 4 | 1 | 4  | 4  | 0  |
| 4       | Metropolitano | 4    | 6 | 0 | 4 | 2 | 4  | 8  | -4 |

|               | BRA | CAX | JMA | MET |
| ------------- | --- | --- | --- | --- |
| Brasil        | —   | 1-0 | 1-0 | 1-1 |
| Caxias        | 3-0 | —   | 0-1 | 3-0 |
| J. Malucelli  | 0-0 | 1-1 | —   | 1-1 |
| Metropolitano | 0-1 | 1-1 | 1-1 | —   |

### Seconda fase

#### Gruppo 17
| Squadra | Squadra    | P.ti | G | V | N | P | GF | GS | DR |
| ------- | ---------- | ---- | - | - | - | - | -- | -- | -- |
| 1       | Rio Branco | 13   | 6 | 4 | 1 | 1 | 20 | 16 | 4  |
| 2       | Luverdense | 6    | 6 | 1 | 3 | 2 | 13 | 12 | 1  |
| 3       | Holanda    | 6    | 6 | 1 | 3 | 2 | 10 | 12 | -2 |
| 4       | Remo       | 6    | 6 | 1 | 3 | 2 | 7  | 10 | -3 |

|            | RBR | HOL | LUV | REM |
| ---------- | --- | --- | --- | --- |
| Rio Branco | —   | 4-2 | 4-3 | 3-0 |
| Holanda    | 3-4 | —   | 2-2 | 1-1 |
| Luverdense | 5-2 | 1-1 | —   | 1-2 |
| Remo       | 3-3 | 0-1 | 1-1 | —   |

#### Gruppo 18
| Squadra | Squadra         | P.ti | G | V | N | P | GF | GS | DR |
| ------- | --------------- | ---- | - | - | - | - | -- | -- | -- |
| 1       | Águia de Marabá | 10   | 6 | 3 | 1 | 2 | 13 | 8  | 5  |
| 2       | Paysandu        | 10   | 6 | 3 | 1 | 2 | 8  | 8  | 0  |
| 3       | Sampaio Corrêa  | 8    | 6 | 2 | 2 | 2 | 6  | 6  | 0  |
| 4       | Picos           | 6    | 6 | 2 | 0 | 4 | 6  | 11 | -5 |

|                 | AGU | PIC | PAY | SCO |
| --------------- | --- | --- | --- | --- |
| Águia de Marabá | —   | 6-1 | 2-0 | 1-1 |
| Picos           | 2-0 | —   | 3-0 | 0-1 |
| Paysandu        | 3-2 | 2-0 | —   | 2-0 |
| Sampaio Corrêa  | 1-2 | 2-0 | 1-1 | —   |

#### Gruppo 19
| Squadra | Squadra    | P.ti | G | V | N | P | GF | GS | DR |
| ------- | ---------- | ---- | - | - | - | - | -- | -- | -- |
| 1       | Salgueiro  | 9    | 6 | 2 | 3 | 1 | 10 | 8  | 2  |
| 2       | Campinense | 9    | 6 | 2 | 3 | 1 | 6  | 4  | 2  |
| 3       | Icasa      | 8    | 6 | 2 | 2 | 2 | 5  | 7  | -2 |
| 4       | Santa Cruz | 4    | 6 | 0 | 4 | 2 | 5  | 7  | -4 |

|            | CAM | SAL | SCR | ICA |
| ---------- | --- | --- | --- | --- |
| Campinense | —   | 1-0 | 0-0 | 2-0 |
| Salgueiro  | 2-1 | —   | 2-2 | 3-1 |
| Santa Cruz | 1-1 | 2-2 | —   | 0-1 |
| Icasa      | 1-1 | 1-1 | 1-0 | —   |

#### Gruppo 20
| Squadra | Squadra              | P.ti | G | V | N | P | GF | GS | DR |
| ------- | -------------------- | ---- | - | - | - | - | -- | -- | -- |
| 1       | ASA                  | 10   | 6 | 3 | 1 | 2 | 11 | 7  | 4  |
| 2       | Confiança            | 10   | 6 | 3 | 1 | 2 | 11 | 8  | 3  |
| 3       | Vitória da Conquista | 7    | 6 | 2 | 1 | 3 | 11 | 11 | 0  |
| 4       | Itabuna              | 7    | 6 | 2 | 1 | 3 | 9  | 16 | -7 |

|                      | ASA | VCQ | CON | ITA |
| -------------------- | --- | --- | --- | --- |
| ASA                  | —   | 3-0 | 1-0 | 5-0 |
| Vitória da Conquista | 3-0 | —   | 2-0 | 2-3 |
| Confiança            | 2-0 | 3-3 | —   | 4-2 |
| Itabuna              | 2-2 | 2-1 | 0-2 | —   |

#### Gruppo 21
| Squadra | Squadra             | P.ti | G | V | N | P | GF | GS | DR |
| ------- | ------------------- | ---- | - | - | - | - | -- | -- | -- |
| 1       | Atlético Goianiense | 15   | 6 | 5 | 0 | 1 | 22 | 9  | 13 |
| 2       | Mixto               | 7    | 6 | 2 | 1 | 3 | 7  | 8  | -1 |
| 3       | Dom Pedro II        | 7    | 6 | 2 | 1 | 3 | 9  | 12 | -3 |
| 4       | Itumbiara           | 6    | 6 | 2 | 0 | 4 | 8  | 17 | -9 |

|                     | AGO | DPE | MIX | ITU |
| ------------------- | --- | --- | --- | --- |
| Atlético Goianiense | —   | 6-4 | 2-1 | 7-1 |
| Dom Pedro II        | 0-2 | —   | 1-0 | 1-0 |
| Mixto               | 2-1 | 1-1 | —   | 2-1 |
| Itumbiara           | 1-4 | 3-2 | 2-1 | —   |

#### Gruppo 22
| Squadra | Squadra         | P.ti | G | V | N | P | GF | GS | DR |
| ------- | --------------- | ---- | - | - | - | - | -- | -- | -- |
| 1       | Guaratinguetá   | 13   | 6 | 4 | 1 | 1 | 9  | 4  | 5  |
| 2       | Duque de Caxias | 12   | 6 | 4 | 0 | 2 | 8  | 7  | 1  |
| 3       | América         | 7    | 6 | 2 | 1 | 3 | 6  | 5  | 1  |
| 4       | Boavista        | 3    | 6 | 1 | 0 | 5 | 4  | 11 | -7 |

|                 | AME | GUA | DCA | BOA |
| --------------- | --- | --- | --- | --- |
| América         | —   | 0-0 | 3-0 | 2-0 |
| Guaratinguetá   | 2-1 | —   | 1-0 | 1-0 |
| Duque de Caxias | 2-0 | 2-1 | —   | 1-0 |
| Boavista        | 1-0 | 1-4 | 2-3 | —   |

#### Gruppo 23
| Squadra | Squadra   | P.ti | G | V | N | P | GF | GS | DR |
| ------- | --------- | ---- | - | - | - | - | -- | -- | -- |
| 1       | Ituiutaba | 14   | 6 | 4 | 2 | 0 | 8  | 2  | 3  |
| 2       | Guarani   | 10   | 6 | 3 | 1 | 2 | 6  | 5  | 1  |
| 3       | Noroeste  | 7    | 6 | 1 | 4 | 1 | 3  | 3  | 0  |
| 4       | Ituano    | 1    | 6 | 0 | 1 | 5 | 4  | 11 | -7 |

|           | ITT | ITU | NOR | GUA |
| --------- | --- | --- | --- | --- |
| Ituiutaba | —   | 2-1 | 0-0 | 1-0 |
| Ituano    | 1-3 | —   | 1-1 | 1-2 |
| Noroeste  | 0-0 | 1-0 | —   | 1-1 |
| Guarani   | 0-2 | 2-0 | 1-0 | —   |

#### Gruppo 24
| Squadra | Squadra       | P.ti | G | V | N | P | GF | GS | DR |
| ------- | ------------- | ---- | - | - | - | - | -- | -- | -- |
| 1       | Marcílio Dias | 13   | 6 | 4 | 1 | 1 | 10 | 8  | 2  |
| 2       | Brasil        | 12   | 6 | 4 | 0 | 2 | 12 | 11 | 1  |
| 3       | Caxias        | 7    | 6 | 2 | 1 | 3 | 12 | 9  | 3  |
| 4       | Toledo        | 2    | 6 | 0 | 2 | 4 | 6  | 12 | -6 |

|               | TOL | BRA | MCD | CAX |
| ------------- | --- | --- | --- | --- |
| Toledo        | —   | 1-3 | 1-1 | 2-2 |
| Brasil        | 2-1 | —   | 3-1 | 2-1 |
| Marcílio Dias | 2-1 | 2-1 | —   | 2-1 |
| Caxias        | 2-0 | 5-1 | 1-2 | —   |

### Terza fase

#### Gruppo 25
| Squadra | Squadra         | P.ti | G | V | N | P | GF | GS | DR |
| ------- | --------------- | ---- | - | - | - | - | -- | -- | -- |
| 1       | Rio Branco      | 13   | 6 | 4 | 1 | 1 | 9  | 3  | 6  |
| 2       | Águia de Marabá | 9    | 6 | 2 | 3 | 1 | 8  | 10 | -2 |
| 3       | Paysandu        | 8    | 6 | 2 | 2 | 2 | 9  | 8  | 1  |
| 4       | Luverdense      | 2    | 6 | 0 | 2 | 4 | 4  | 9  | -5 |

|                 | RBR | LUV | AGU | PAY |
| --------------- | --- | --- | --- | --- |
| Rio Branco      | —   | 1-0 | 4-0 | 2-1 |
| Luverdense      | 0-1 | —   | 2-3 | 0-0 |
| Águia de Marabá | 0-0 | 1-1 | —   | 3-2 |
| Paysandu        | 2-1 | 3-1 | 1-1 | —   |

#### Gruppo 26
| Squadra | Squadra    | P.ti | G | V | N | P | GF | GS | DR |
| ------- | ---------- | ---- | - | - | - | - | -- | -- | -- |
| 1       | Confiança  | 11   | 6 | 3 | 2 | 1 | 8  | 5  | 3  |
| 2       | Campinense | 10   | 6 | 3 | 1 | 2 | 7  | 8  | -1 |
| 3       | ASA        | 8    | 6 | 2 | 2 | 2 | 8  | 6  | 2  |
| 4       | Salgueiro  | 3    | 6 | 0 | 3 | 3 | 4  | 8  | -4 |

|            | SAL | CAM | ASA | CON |
| ---------- | --- | --- | --- | --- |
| Salgueiro  | —   | 1-3 | 0-0 | 0-1 |
| Campinense | 1-1 | —   | 1-5 | 1-0 |
| ASA        | 1-0 | 0-1 | —   | 1-1 |
| Confiança  | 2-2 | 1-0 | 3-1 | —   |

#### Gruppo 27
| Squadra | Squadra             | P.ti | G | V | N | P | GF | GS | DR  |
| ------- | ------------------- | ---- | - | - | - | - | -- | -- | --- |
| 1       | Atlético Goianiense | 10   | 6 | 3 | 1 | 2 | 12 | 6  | 6   |
| 2       | Duque de Caxias     | 10   | 6 | 3 | 1 | 2 | 12 | 8  | 4   |
| 3       | Guaratinguetá       | 10   | 6 | 3 | 1 | 2 | 10 | 6  | 4   |
| 4       | Mixto               | 4    | 6 | 1 | 1 | 4 | 6  | 20 | -14 |

|                     | AGO | MIX | GUA | DCA |
| ------------------- | --- | --- | --- | --- |
| Atlético Goianiense | —   | 4-1 | 2-0 | 3-0 |
| Mixto               | 1-1 | —   | 3-2 | 0-5 |
| Guaratinguetá       | 1-0 | 5-0 | —   | 1-0 |
| Duque de Caxias     | 3-2 | 3-1 | 1-1 | —   |

#### Gruppo 28
| Squadra | Squadra       | P.ti | G | V | N | P | GF | GS | DR |
| ------- | ------------- | ---- | - | - | - | - | -- | -- | -- |
| 1       | Guarani       | 12   | 6 | 3 | 3 | 0 | 11 | 4  | 7  |
| 2       | Brasil        | 9    | 6 | 2 | 3 | 1 | 10 | 8  | 2  |
| 3       | Ituiutaba     | 6    | 6 | 2 | 0 | 4 | 7  | 12 | -5 |
| 4       | Marcílio Dias | 5    | 6 | 1 | 2 | 3 | 6  | 10 | -4 |

|               | ITU | GUA | MCD | BRA |
| ------------- | --- | --- | --- | --- |
| Ituiutaba     | —   | 1-2 | 1-0 | 3-2 |
| Guarani       | 2-0 | —   | 5-1 | 0-0 |
| Marcílio Dias | 2-0 | 1-1 | —   | 1-2 |
| Brasil        | 4-2 | 1-1 | 1-1 | —   |

### Fase Finale
| Squadra | Squadra             | P.ti | G  | V | N | P | GF | GS | DR  |
| ------- | ------------------- | ---- | -- | - | - | - | -- | -- | --- |
| 1       | Atlético Goianiense | 29   | 14 | 9 | 2 | 3 | 35 | 10 | 25  |
| 2       | Guarani             | 21   | 14 | 6 | 3 | 5 | 25 | 22 | 3   |
| 3       | Campinense          | 21   | 14 | 5 | 6 | 3 | 19 | 20 | -1  |
| 4       | Duque de Caxias     | 18   | 14 | 5 | 3 | 6 | 27 | 31 | -4  |
| 5       | Águia de Marabá     | 18   | 14 | 5 | 3 | 6 | 20 | 24 | -4  |
| 6       | Brasil              | 17   | 14 | 5 | 2 | 7 | 17 | 21 | -4  |
| 7       | Confiança           | 17   | 14 | 5 | 2 | 7 | 23 | 33 | -10 |
| 8       | Rio Branco          | 16   | 14 | 5 | 1 | 8 | 25 | 30 | -5  |

|  | Promosse in Série B 2009 |

|                     | RBR | AGU | CON | CAM | AGO | DCA  | GUA | BRA |
| ------------------- | --- | --- | --- | --- | --- | ---- | --- | --- |
| Rio Branco          | —   | 2-3 | 4-1 | 2-1 | 1-2 | 3-0* | 4-2 | 4-1 |
| Águia de Marabá     | 1-0 | —   | 2-2 | 1-1 | 2-1 | 1-2  | 2-1 | 2-1 |
| Confiança           | 2-2 | 3-2 | —   | 4-0 | 1-2 | 3-2  | 2-1 | 2-0 |
| Campinense          | 3-0 | 2-2 | 2-1 | —   | 2-1 | 3-1  | 0-0 | 2-1 |
| Atlético Goianiense | 5-0 | 4-0 | 6-0 | 0-0 | —   | 5-1  | 2-0 | 2-0 |
| Duque de Caxias     | 4-1 | 1-0 | 3-1 | 2-2 | 2-2 | —    | 2-4 | 4-1 |
| Guarani             | 3-1 | 2-1 | 5-1 | 1-1 | 0-3 | 4-2  | —   | 1-0 |
| Brasil              | 2-1 | 2-1 | 2-0 | 4-0 | 1-0 | 1-1  | 1-1 | —   |

 (*) La partita venne sospesa all'83º minuto dopo che il Duque de Caxias era rimasto in sei uomini - tre vennero espulsi e tre lasciarono il campo per infortunio. Il 24 ottobre, il Giudice Sportivo affermò che il Duque de Caxias si era ritirato, concludendo che i giocatori avevano finto i loro infortuni per far finire la partita 2-2. Il 28 ottobre, il Giudice Sportivo decise di assegnare la vittoria a tavolino per 3-0 al Rio Branco.

## Qualificazioni alla Série C 2009
Nel 2009, la Série C avrà un nuovo formato e il numero di squadre partecipanti calerà da 64 a soli 20 clubs. Le squadre dal 5º al 20º rimaranno in Serie C, mentre le altre dovranno qualificarsi tramite i campionati statali alla Série D 2009.
|             | Pos. | Squadra              | P.ti | G  | V | N | P | GF | GS | DR  | Qualificazione |
| ----------- | ---- | -------------------- | ---- | -- | - | - | - | -- | -- | --- | -------------- |
| Fase Finale | 1    | Atlético Goianiense  | 29   | 14 | 9 | 2 | 3 | 35 | 10 | 25  | Série B 2009   |
| Fase Finale | 2    | Guarani              | 21   | 14 | 6 | 3 | 5 | 25 | 22 | 3   | Série B 2009   |
| Fase Finale | 3    | Campinense           | 21   | 14 | 5 | 6 | 3 | 19 | 20 | -1  | Série B 2009   |
| Fase Finale | 4    | Duque de Caxias      | 18   | 14 | 5 | 3 | 6 | 27 | 31 | -4  | Série B 2009   |
| Fase Finale | 5    | Águia de Marabá      | 18   | 14 | 5 | 3 | 6 | 20 | 24 | -4  | Série C 2009   |
| Fase Finale | 6    | Brasil               | 17   | 14 | 5 | 2 | 7 | 17 | 21 | -4  | Série C 2009   |
| Fase Finale | 7    | Confiança            | 17   | 14 | 5 | 2 | 7 | 23 | 33 | -10 | Série C 2009   |
| Fase Finale | 8    | Rio Branco           | 16   | 14 | 5 | 1 | 8 | 25 | 30 | -5  | Série C 2009   |
| 3ª Fase     | 9    | Guaratinguetá        | 10   | 6  | 3 | 1 | 2 | 10 | 6  | 4   | Série C 2009   |
| 3ª Fase     | 10   | ASA                  | 8    | 6  | 2 | 2 | 2 | 8  | 6  | 2   | Série C 2009   |
| 3ª Fase     | 11   | Paysandu             | 8    | 6  | 2 | 2 | 2 | 9  | 8  | 1   | Série C 2009   |
| 3ª Fase     | 12   | Ituiutaba            | 6    | 6  | 2 | 0 | 4 | 7  | 12 | -5  | Série C 2009   |
| 3ª Fase     | 13   | Marcílio Dias        | 5    | 6  | 1 | 2 | 3 | 6  | 10 | -4  | Série C 2009   |
| 3ª Fase     | 14   | Mixto                | 4    | 6  | 1 | 1 | 4 | 6  | 20 | -14 | Série C 2009   |
| 3ª Fase     | 15   | Salgueiro            | 3    | 6  | 0 | 3 | 3 | 4  | 8  | -4  | Série C 2009   |
| 3ª Fase     | 16   | Luverdense           | 2    | 6  | 0 | 2 | 4 | 4  | 9  | -5  | Série C 2009   |
| 2ª Fase     | 17   | Sampaio Corrêa       | 8    | 6  | 2 | 2 | 2 | 6  | 6  | 0   | Série C 2009   |
| 2ª Fase     | 18   | Icasa                | 8    | 6  | 2 | 2 | 2 | 5  | 7  | -2  | Série C 2009   |
| 2ª Fase     | 19   | Caxias               | 7    | 6  | 2 | 1 | 3 | 12 | 9  | 3   | Série C 2009   |
| 2ª Fase     | 20   | América Mineiro      | 7    | 6  | 2 | 1 | 3 | 6  | 5  | 1   | Série C 2009   |
| 2ª Fase     | 21   | Vitória da Conquista | 7    | 6  | 2 | 1 | 3 | 11 | 11 | 0   |                |
| 2ª Fase     | 22   | Dom Pedro II         | 7    | 6  | 2 | 1 | 3 | 9  | 12 | -3  |                |
| 2ª Fase     | 23   | Noroeste             | 7    | 6  | 1 | 4 | 1 | 3  | 3  | 0   |                |
| 2ª Fase     | 24   | Holanda              | 6    | 6  | 1 | 3 | 2 | 10 | 12 | -2  |                |